# Alaena hauttecoeuri
Alaena hauttecoeuri är en fjärilsart som beskrevs av Charles Oberthür 1888. Alaena hauttecoeuri ingår i släktet Alaena och familjen juvelvingar. Inga underarter finns listade i Catalogue of Life.